# Доходный дом страхового общества «Якорь» на Петровке
Доходный дом страхового общества «Якорь» на Петровке — здание в Москве, внутри Садового и Бульварного колец, по адресу улица Петровка, дом № 15.
Округ: Центральный; район: Тверской.

## История
- улица Петровка, дом № 15 — Доходный дом страхового общества «Якорь» на Петровке. Построен в 1905 году по проекту архитектора Оттон (Отто) фон Дессин[1][2], который длительное время сотрудничал со страховым обществом «Якорь» и, помимо здания на Петровке, построил ещё целый ряд доходных домов в Потаповском переулке (Доходный дом страхового общества «Якорь» (1905, Столешников переулок, 13/15 — Улица Петровка, 15 стр. 5; Дома в доходном владении страхового общества «Якорь» (1911, Потаповский переулок, 5, строение 4, 5, 7, 8, 12)[3])[3]).

### Использование
- По окончании строительства в здании размещался доходный дом, построенный по заказу  страхового общества «Якорь».
- В здании нынче располагаются магазины/бутики, архитектурно-проектная организация и ряд других фирм.

## Архитектура
5 этажей + 1 подвальный. Материал здания: кирпич.
Информация о здании весьма противоречива: одни источники упоминают доходный дом Грачёвой, впоследствии проданный (в 1902 году) страховому обществу «Якорь»; другие же настаивают, что дом Грачёвой — это дом №13, а дом №15 — строение архитектора  Оттон (Отто) фон Дессин, возведённое в 1905 году.
К тому же, нумерация домов по улице неоднократно менялась, — что также не способствовало упорядочиванию исторических данных.